# 毛盖金星蕨
毛盖金星蕨（学名：Parathelypteris trichochlamys）为金星蕨科金星蕨属下的一个种。

## 扩展阅读
維基物種上的相關：毛盖金星蕨